# Antonio María Martínez
Antonio María Martínez (fallecido en 1823) fue un militar español, coronel del regimiento de infantería Zamora y último gobernador del Texas español .

## Historia
Nacido en Andújar (Andalucía, España) comenzó su carrera militar el 7 de julio de 1785. Tuvo una destacada carrera con distinciones por su participación en las guerras napoleónicas. Le fue encomendado el gobierno de Texas española el 27 de marzo de 1817 en el periodo de inestabilidad que precedió al tratado de Adams-Onís (1819). Como gobernador aprobó el establecimiento de trescientos colonos anglo-estadounidenses en las concesiones adquiridas a la familia de Stephen Austin en una operación ideada por el comerciante holandés de Surinam Felipe Enrique Neri barón de Bastrop.
Tras la independencia de México en 1821 que supuso la soberanía mexicana de Texas, el 18 de julio de 1821 se adhirió a la causa de Agustín de Iturbide, emitiendo desde San Antonio órdenes exigiendo el juramento de lealtad. Fue sucedido por José Félix Trespalacios el 17 de agosto de 1822. Se trasladó a Ciudad de México, donde falleció en noviembre de 1823.